# Inonotus adnatus
Inonotus adnatus är en svampart som beskrevs av Ryvarden 2002. Inonotus adnatus ingår i släktet Inonotus och familjen Hymenochaetaceae.   Inga underarter finns listade i Catalogue of Life.